# Ниньтхуан-1
Ниньтхуан-1 (Ninh Thuận I) — планировавшаяся атомная электростанция в деревне Фыокзинь, Ниньтхуан, Вьетнам. Переговоры по "Ниньтхуан-1" находились на наиболее продвинутой стадии из всех планировавшихся АЭС Вьетнама. Проект должны были реализовывать Росатом и его дочерние структуры.

## История
В октябре 2010 года Вьетнам подписал межправительственное соглашение с Россией о строительстве первой атомной электростанции в стране — Ниньтхуан-1, с двумя реакторами (позже к ним будут добавлены ещё два).
Планировалось, что она должна была использовать реакторы мощностью 1000 МВт типа ВВЭР. Завод должна была строить компания Атомстройэкспорт, дочерняя компании Росатома. По планам он должен был находиться в собственности и управляться государственной электросетевой компанией EVN, а поставкой топлива и переработкой использованного топлива должен был заниматься Росатом (подобное соглашение является типовым для российской политики со странами без ядерного оружия). Технико-экономическое обоснование осуществляла Группа Е4. 31 октября 2010 года, вьетнамское правительство и Росатом подписали соглашение на строительство.
В ноябре 2011 года был подписан госкредит размером в 8 миллиардов долларов. Было также подписано дополнительное межправительственное соглашение, с кредитом в 500 миллионов долларов, по созданию центра ядерной науки и технологий во Вьетнаме. Оба соглашения предполагали расчеты только в рублях и донгах, без использования долларов.
Работы по подготовке площадки строительства начались в декабре 2011 года. Строительство должно было начаться в 2014 году, первый блок планировалось ввести в эксплуатацию в 2020 году, второй блок в 2021 году, блок три в 2023 и блок четыре в 2024 году.
В октябре 2014 года было принято решение заменить проект на более совершенный АЭС-2006, с реакторами типа ВВЭР-1200. В 2014 году в рамках этого проекта в России проходили обучение 344 вьетнамских студентов-атомщиков. Подготовка местных специалистов включала в себя получение профильного высшего образования в России и стажировку в Росатоме. 150 вьетнамских инженеров помогали в строительстве Ростовской АЭС.
В августе 2015 года Объединенная компания «АО АСЭ — АО НИАЭП» (входит в «Росатом») и EVN подписали в Ханое генеральное рамочное соглашение по реализации первого этапа проекта строительства АЭС. Начало собственно строительства было отложено до 2020 года.
В ноябре 2015 года дата ввода в эксплуатацию была перенесена с 2024—2025 на 2028 год, а в ноябре 2016 года Вьетнам окончательно отказался от строительства АЭС. Причиной отказа стало снижение роста энергопотребления Вьетнама, а также снижение цен на нефть и уголь. Было объявлено, что в энергетическом плане страны до 2030 бюджет на атомную энергетику не заложен.
В конце 2024 года Национальное собрание Вьетнама XV созыва возобновило проект Ниньтхуан-1. 10 мая 2025 года началась подготовка межправсоглашения о строительстве АЭС.